# Borg El Arab
Borg El Arab, ou plus exactement New Borg El Arab, est une ville nouvelle créée en 1979 sous l'impulsion du président Anouar el-Sadate. Située à 55 kilomètres à l'ouest d'Alexandrie, entre la mer et le désert, elle tire son nom de la petite ville de Borg el Arab qui existait déjà antérieurement un peu au nord de l'implantation moderne. La population de la ville nouvelle est estimée à 170 000 habitants en 2022.
La ville a été créée dans le cadre d'un programme destiné à enrayer la surpopulation d'Alexandrie et pour permettre le développement humain dans des zones vides et désertiques.